# Tipula (Microtipula) guato
Tipula (Microtipula) guato is een tweevleugelige uit de familie langpootmuggen (Tipulidae). De soort komt voor in het Neotropisch gebied.